# L'Angoisse du roi Salomon
L'Angoisse du roi Salomon est le dernier roman de Romain Gary publié sous le pseudonyme d'Émile Ajar le 1er février 1979 au Mercure de France.

## Résumé
Le narrateur, Jean, est un jeune autodidacte qui partage son temps entre son activité de chauffeur de taxi et ses lectures en bibliothèque. Dans le quartier du Sentier à Paris, il fait la rencontre de Salomon Rubinstein. C'est un ancien tailleur, « le roi du pantalon », qui a fait sa fortune dans le prêt-à-porter. Il héberge chez lui l'association « SOS Bénévole », qui fonctionne sur le même principe que SOS Amitié. Jean lui raconte qu'il partage avec deux amis, Yoko et Tong, l'activité de taxi, et qu'il leur reste un prêt à rembourser pour son achat. Salomon offre la somme et demande à Jean de se charger, pour l'association, des visites à domicile des personnes qui peuvent avoir besoin d'assistance.
Jean fait ainsi la rencontre de Cora Lamenaire, une ancienne chanteuse réaliste qui a connu un certain succès avant-guerre. Il va découvrir au fil de l'histoire les liens préexistants entre Cora et Salomon. Salomon a aimé Cora avant la guerre. Juif, il est resté en France pour elle. Il s'est caché pendant quatre ans dans une cave des Champs-Élysées. Cora est tombée amoureuse d’un milicien, Maurice, et n'est jamais venu voir Salomon dans sa cave. Cependant, bien que connaissant sa cachette, elle ne l'a pas trahi, ce qui est assez pour elle pour prétendre devant Jean qu'elle lui a sauvé la vie. C'est la ressemblance physique entre Maurice et Jean qui décide Salomon à aider ce dernier, et c'est Maurice que Cora croit retrouver quand elle voit Jean pour la première fois.
À la fin de la guerre, la carrière de Cora est terminée. Salomon la retrouve un jour, dame pipi dans une brasserie. Il lui achète un appartement et lui verse une rente qui lui permet de vivre. Jean conduit Cora dans un cabaret. Par défi, il l'embrasse et se laisse entrainer dans une véritable relation amoureuse avec elle. Ne sachant pas comment en finir, d'autant qu'il est tombé amoureux d'Aline, une libraire, il s'efforce de retisser des liens entre Salomon et Cora. Après avoir chacun ravalé un peu de leur fierté qui depuis plus de trente ans les séparait, ils partent ensemble à Nice.

## Éditions
- Mercure de France, 1979  (ISBN 2715200757).
- Coll. « Folio » no 1797, éditions Gallimard, 352 p., 1987  (ISBN 9782070377978)[1].